# Hester Jane Haskins
Hester Jane Haskins, känd som Jane the Grabber, född okänt år, död efter 1875, var en amerikansk bordellägare. 
Hon ägde ett flertal bordeller i New York, och var en framstående bordellmadam i staden jämsides med sin främst rival 'Red Light Lizzie'. Hennes verksamhet är känd från åtminstone år 1860 och framåt. 
Förutom sin egen bordellverksamhet, försåg hon också andra bordellägare med nya prostituerade genom en typ av slavhandel, på den tiden kallad 'Vit slavhandel'. Hon hade ett antal agenter, "män och kvinnor med respektabelt utseende", som reste omkring i landsbygden, främst New York, för att värva kvinnor till bordellhandeln i New York. Värvarna lurade kvinnor att resa med dem till New York med falska löften. När kvinnorna väl anlände, hölls de fångna på bordellerna och prostituerades där mot sin vilja. Haskins var en av de mest framgångsrika inom den "vita slavhandeln", och hennes främsta rival som bordellmadam, 'Red Light Lizzie', följde hennes exempel. 
Omkring 1870 ska hennes agenter ha börjat kidnappa även flickor från förmögna familjer till bordellerna, något som fick riskerna att växa. År 1875 ska ett av hennes offer ha varit dottern till en guvernör i New England. Två av hennes agenter, John Allen och 'Little Susie', ska ha lämnat henne vid denna tid. Samma år arresterades Haskins. Rättegången kring hennes slavhandel kom att kallas Grabberskandalen, efter hennes yrkesnamn 'Jane the Grabber'. Hon dömdes som skyldig och fängslades. 